# Torre Ginés
Torre Ginés o Torre de Alginés fue un asentamiento hoy despoblado en el término municipal de Calanda.

## Torre y población
Como el resto de la zona de Calanda, tras la reconquista fue entregada a la Orden de Calatrava. Inicialmente siendo una encomienda independiente junto a Foz-Calanda, fue unificada con las posesiones de la encomienda de Alcañiz desde 1412 por bula de Benedicto XIII de Aviñón. El topónimo puede provenir del ginebre o enebro, planta local que también da nombre a la vecina localidad de La Ginebrosa.
En 1451, la venta de Calanda por 100.000 sueldos jaqueses a Pedro Vacca, consejero real, incluía la enfiteusis de la Torre de Alginés. La zona es descrita como de población musulmana. Fue recuperada por la encomienda en 1470 para volver a ser enajenada junto a Calanda a Felipe de la Caballería en 1474. En 1484 fue finalmente recuperada por la orden tras ganar un juicio a Fernando de la Caballería, hermano y sucesor del primero.
La expulsión de los moriscos de 1609-1613 supuso una fuerte despoblación en la zona, aunque aun así constan referencias al término en las décadas siguientes.
Así, el 9 de enero de 1608 la torre de Ginés volvió a ser vendida junto a Calanda y Foz Calanda, Más del Carmen y La Foja a cambio 121.378 escudos a Martín de Alagón, conde de Sástago que instauró el marquesado de Calanda. En 1626 la venta fue sin embargo declarada nula y los territorios devueltos a la orden de Calatrava a cambio del nombramiento del hijo de Martín como Comendador de Alcañiz.
En el fuero de Calanda de 1628 es considerado como un término independiente y uno de los límites de su fuero. Sin embargo, el mismo fuero garantizaba a los ocupantes de Torre Ginés el uso y disfrute de los montes comunales de Calanda.

## Monasterio
La zona fue elegida finalmente en 1680 por los carmelitas descalzos para instalar un convento, suponiéndose que ya había sido despoblado para entonces. En 1682 cerraron la compra del lugar en treudo pagando un canon de 23 libras, 6 sueldos y 8 dineros jaqueses a los calatravos e instalaron su Convento del Desierto. La antigua torre que daba nombre a la partida fue la base de la torre del Carmen del convento.
En 1789 consta en el censo de Floridablanca como lugar bajo un alcalde ordinario de señorío. En el Diccionario geográfico-estadístico-histórico de España y sus posesiones de Ultramar de 1848 es mencionado entre los lugares del partido de Alcañiz, pagando un censo de 300 duros.